# Liste des mammifères en Ukraine
Pour des articles plus généraux, voir Liste des mammifères en Europe et Faune en Ukraine.

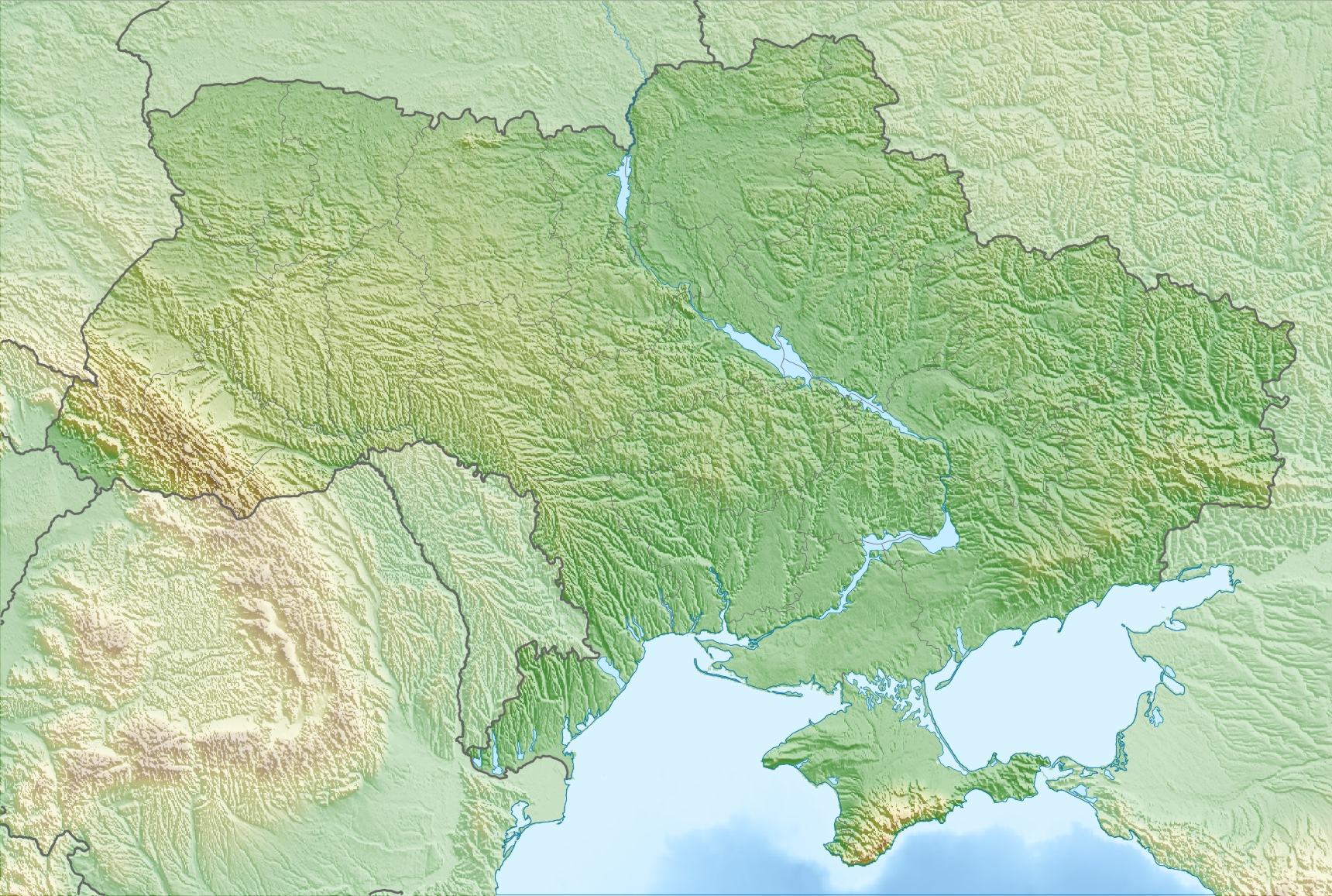
Carte topographique de l'Ukraine.

Localisation de l'Ukraine en Europe.

Cette liste commentée recense la mammalofaune en Ukraine. Elle répertorie les espèces de mammifères ukrainiens actuels et celles qui ont été récemment classifiées comme éteintes (à partir de l'Holocène, depuis donc 11 700 ans av. J.‑C.). Cette liste comporte 148 espèces réparties en dix ordres et 31 familles, dont trois sont « en danger critique d'extinction », quatre sont « en danger », huit sont « vulnérables », douze sont « quasi menacées » et deux ont des « données insuffisantes » pour être classées (selon les critères de la liste rouge de l'UICN au niveau mondial).
Elle contient au moins quinze espèces introduites sur ce territoire, qui sont plus ou moins bien acclimatées. Il peut contenir aussi des animaux non reconnus par la liste rouge de l'UICN (trois mammifère ici) et ils sont classés en « non évalué » : cela étant dû notamment au manque de données, à des espèces domestiques, disparues ou éteintes avant le XVIe siècle. Il existe en Ukraine deux espèces de mammifères endémiques. Comme sous-espèce endémique, il y a par exemple Sorex araneus averini (en).

## Statuts de la liste rouge de l'UICN
Les statuts de conservation utilisés par la liste rouge de l'UICN mondiale sont :
| (EX) | Éteint                  | Il n'y a pas le moindre doute sur le fait que le dernier spécimen recensé est mort.                                                                   |
| (EW) | Éteint à l'état sauvage | L'espèce est connue uniquement en captivité ou en tant que population naturalisée bien en dehors de son ancienne aire de répartition.                 |
| (CR) | En danger critique      | L'espèce risque prochainement de s'éteindre à l'état sauvage.                                                                                         |
| (EN) | En danger               | L'espèce fait face à un très gros risque d'extinction à l'état sauvage.                                                                               |
| (VU) | Vulnérable              | L'espèce fait face à un gros risque d'extinction à l'état sauvage.                                                                                    |
| (NT) | Quasi menacé            | L'espèce ne satisfait pas un ou plusieurs des critères prévus qui permettraient de la catégoriser, mais pourrait risquer de s'éteindre dans le futur. |
| (LC) | Préoccupation mineure   | Il n'y a pas de risque identifiable pour l'espèce. |
| (DD) | Données insuffisantes   | Il n'y a pas d'information adéquate qui permettraient de faire une évaluation des risques pour cette espèce.                                          |
| (NE) | Non évalué              | L'espèce n'a pas encore été confrontée aux critères précédents, n'est pas reconnue par l'UICN ou bien s'est éteinte avant le XVIe siècle.             |

## Ordre:Primates

### Famille:Hominidés
| Nom vulgaire, nom binominal et citation d'auteurs | Nom vulgaire ukrainien (langue officielle de l'Ukraine) | Origine et statut en Ukraine | Aire de répartition                    | Statut UICN mondial | Image         |
| ------------------------------------------------- | ------------------------------------------------------- | ---------------------------- | -------------------------------------- | ------------------- | ------------- |
| Homme moderne Homo sapiens Linnaeus, 1758         | Людина розумна                                          | Autochtone,                  | Aire de répartition de l'Homme moderne | [ 2 ]               | Homme moderne |

## Ordre:Lagomorphes

### Famille:Léporidés
| Nom vulgaire, nom binominal et citation d'auteurs       | Nom vulgaire ukrainien (langue officielle de l'Ukraine) | Origine et statut en Ukraine | Aire de répartition                     | Statut UICN mondial | Image            |
| ------------------------------------------------------- | ------------------------------------------------------- | ---------------------------- | --------------------------------------- | ------------------- | ---------------- |
| Lièvre d'Europe Lepus europaeus Pallas, 1778            | Заєць сірий                                             | Autochtone                   | Aire de répartition du Lièvre d'Europe  | [ 3 ]               | Lièvre d'Europe  |
| Lièvre variable Lepus timidus Linnaeus, 1758            | Заєць білий                                             | Autochtone                   | Aire de répartition du Lièvre variable  | [ 4 ]               | Lièvre variable  |
| Lapin de garenne Oryctolagus cuniculus (Linnaeus, 1758) | Кріль європейський                                      | Allochtone (Introduit),      | Aire de répartition du Lapin de garenne | [ 6 ]               | Lapin de garenne |

### Famille:Ochotonidés
| Nom vulgaire, nom binominal et citation d'auteurs | Nom vulgaire ukrainien (langue officielle de l'Ukraine) | Origine et statut en Ukraine | Aire de répartition                     | Statut UICN mondial | Image            |
| ------------------------------------------------- | ------------------------------------------------------- | ---------------------------- | --------------------------------------- | ------------------- | ---------------- |
| Pika des steppes Ochotona pusilla (Pallas, 1769)  | Пискуха степова                                         | Autochtone (Disparu),        | Aire de répartition du Pika des steppes | [ 8 ]               | Pika des steppes |

## Ordre:Rodentiens

### Famille:Castoridés
| Nom vulgaire, nom binominal et citation d'auteurs | Nom vulgaire ukrainien (langue officielle de l'Ukraine) | Origine et statut en Ukraine | Aire de répartition                     | Statut UICN mondial | Image            |
| ------------------------------------------------- | ------------------------------------------------------- | ---------------------------- | --------------------------------------- | ------------------- | ---------------- |
| Castor d'Eurasie Castor fiber Linnaeus, 1758      | Бобер європейський                                      | Autochtone                   | Aire de répartition du Castor d'Eurasie | [ 10 ]              | Castor d'Eurasie |

### Famille:Myocastoridés
| Nom vulgaire, nom binominal et citation d'auteurs | Nom vulgaire ukrainien (langue officielle de l'Ukraine) | Origine et statut en Ukraine | Aire de répartition             | Statut UICN mondial | Image    |
| ------------------------------------------------- | ------------------------------------------------------- | ---------------------------- | ------------------------------- | ------------------- | -------- |
| Ragondin Myocastor coypus (Molina, 1782)          | Нутрія                                                  | Allochtone (Introduit)       | Aire de répartition du Ragondin | [ 11 ]              | Ragondin |

### Famille:Dipodidés
| Nom vulgaire, nom binominal et citation d'auteurs             | Nom vulgaire ukrainien (langue officielle de l'Ukraine) | Origine et statut en Ukraine | Aire de répartition                            | Statut UICN mondial | Image                   |
| ------------------------------------------------------------- | ------------------------------------------------------- | ---------------------------- | ---------------------------------------------- | ------------------- | ----------------------- |
| Grande Gerboise Allactaga major (Kerr, 1792)                  | Тушкан великий                                          | Autochtone                   | Illustration manquante                         | [ 12 ]              | Grande Gerboise         |
| Gerboise-lièvre Pygeretmus pumilio (Kerr, 1792)               | Тушканчик малий                                         | Autochtone (Disparu)         | Illustration manquante                         | [ 14 ]              | Illustration manquante  |
| Gerboise à grosse queue Stylodipus telum (Lichtenstein, 1823) | Кандибка пустельний                                     | Autochtone                   | Illustration manquante                         | [ 15 ]              | Gerboise à grosse queue |
| Siciste des bouleaux Sicista betulina (Pallas, 1779)          | Мишівка лісова                                          | Autochtone                   | Aire de répartition de la Siciste des bouleaux | [ 16 ]              | Siciste des bouleaux    |
| Siciste de Severtzov Sicista severtzovi Ognev, 1935           | Мишівка темна                                           | Autochtone                   | Aire de répartition de la Siciste de Severtzov | [ 17 ]              | Illustration manquante  |
| Siciste de Strand Sicista strandi Formozov, 1931              | Мишівка донська                                         | Autochtone                   | Illustration manquante                         | [ 18 ]              | Illustration manquante  |
| Siciste des steppes Sicista subtilis (Pallas, 1773)           | Мишівка південна                                        | Autochtone                   | Illustration manquante                         | [ 19 ]              | Siciste des steppes     |

### Famille:Cricétidés
| Nom vulgaire, nom binominal et citation d'auteurs                      | Nom vulgaire ukrainien (langue officielle de l'Ukraine) | Origine et statut en Ukraine | Aire de répartition                         | Statut UICN mondial | Image                       |
| ---------------------------------------------------------------------- | ------------------------------------------------------- | ---------------------------- | ------------------------------------------- | ------------------- | --------------------------- |
| Campagnol terrestre Arvicola amphibius (Linnaeus, 1758)                | Щур водяний                                             | Autochtone                   | Aire de répartition du Campagnol terrestre  | [ 20 ]              | Campagnol terrestre         |
| Campagnol fouisseur Arvicola scherman (Shaw, 1801)                     | Щур гірський                                            | Autochtone                   | Aire de répartition du Campagnol fouisseur  | [ 21 ]              | Illustration manquante      |
| Campagnol des neiges Chionomys nivalis (Martins, 1842)                 | Полівка снігова                                         | Autochtone                   | Aire de répartition du Campagnol des neiges | [ 22 ]              | Campagnol des neiges        |
| Campagnol nordique Microtus oeconomus (Pallas, 1776)                   | Шапарка сибірська                                       | Autochtone                   | Illustration manquante                      | [ 23 ]              | Campagnol nordique          |
| Campagnol agreste Microtus agrestis (Linnaeus, 1761)                   | Полівка північна                                        | Autochtone                   | Aire de répartition du Campagnol agreste    | [ 24 ]              | Campagnol agreste           |
| Campagnol des champs Microtus arvalis (Pallas, 1778)                   | Полівка звичайна                                        | Autochtone                   | Aire de répartition du Campagnol des champs | [ 25 ]              | Campagnol des champs        |
| Campagnol d'Ondrias Microtus levis Miller, 1908                        | Полівка лучна                                           | Autochtone                   | Illustration manquante                      | [ 26 ]              | Campagnol d'Ondrias         |
| Campagnol levantin Microtus socialis (Pallas, 1773)                    | Полівка гуртова                                         | Autochtone                   | Illustration manquante                      | [ 27 ]              | Campagnol levantin          |
| Campagnol des hauteurs Microtus gregalis (Pallas, 1779)                | Полівка вузькоголова                                    | Autochtone (Disparu)         | Illustration manquante                      | [ 28 ]              | Campagnol des hauteurs      |
| Campagnol souterrain Microtus subterraneus (de Sélys Longchamps, 1836) | Норик підземний                                         | Autochtone                   | Illustration manquante                      | [ 29 ]              | Campagnol souterrain        |
| Campagnol des Tatras Microtus tatricus Kratochvíl, 1952                | Норик татринський                                       | Autochtone                   | Illustration manquante                      | [ 30 ]              | Campagnol des Tatras        |
| Campagnol fouisseur du Nord Ellobius talpinus (Pallas, 1770)           | Сліпачок степовий                                       | Autochtone                   | Illustration manquante                      | [ 31 ]              | Campagnol fouisseur du Nord |
| Lemming des steppes Lagurus lagurus (Pallas, 1773)                     | Строкатка степова                                       | Allochtone,                  | Illustration manquante                      | [ 32 ]              | Lemming des steppes         |
| Campagnol roussâtre Myodes glareolus Schreber, 1780                    | Нориця руда                                             | Autochtone                   | Aire de répartition du Campagnol roussâtre  | [ 33 ]              | Campagnol roussâtre         |
| Rat musqué Ondatra zibethicus (Linnaeus, 1766)                         | Ондатра                                                 | Allochtone (Introduit)       | Aire de répartition du Rat musqué           | [ 34 ]              | Rat musqué                  |
| Hamster migrateur Cricetulus migratorius (Pallas, 1773)                | Хом'ячок сірий                                          | Autochtone                   | Illustration manquante                      | [ 35 ]              | Illustration manquante      |
| Grand Hamster Cricetus cricetus (Linnaeus, 1758)                       | Хом'як звичайний                                        | Autochtone                   | Aire de répartition du Grand Hamster        | [ 36 ]              | Grand Hamster               |

### Famille:Muridés
| Nom vulgaire, nom binominal et citation d'auteurs     | Nom vulgaire ukrainien (langue officielle de l'Ukraine) | Origine et statut en Ukraine | Aire de répartition                     | Statut UICN mondial | Image                  |
| ----------------------------------------------------- | ------------------------------------------------------- | ---------------------------- | --------------------------------------- | ------------------- | ---------------------- |
| Mulot rayé Apodemus agrarius (Pallas, 1771)           | Житник пасистий                                         | Autochtone                   | Illustration manquante                  | [ 37 ]              | Mulot rayé             |
| Mulot à collier Apodemus flavicollis (Melchior, 1834) | Мишак жовтогрудий                                       | Autochtone                   | Aire de répartition du Mulot à collier  | [ 38 ]              | Mulot à collier        |
| Mulot sylvestre Apodemus sylvaticus (Linnaeus, 1758)  | Мишак європейський                                      | Autochtone                   | Aire de répartition du Mulot sylvestre  | [ 39 ]              | Mulot sylvestre        |
| Mulot pygmée Apodemus uralensis (Pallas, 1811)        | Мишак уральський                                        | Autochtone                   | Aire de répartition du Mulot pygmée     | [ 40 ]              | Mulot pygmée           |
| Mulot des steppes Apodemus witherbyi (Thomas, 1902)   | Мишак степовий                                          | Autochtone                   | Illustration manquante                  | [ 41 ]              | Illustration manquante |
| Rat des moissons Micromys minutus (Pallas, 1771)      | Мишка лучна                                             | Autochtone                   | Aire de répartition du Rat des moissons | [ 42 ]              | Rat des moissons       |
| Souris grise Mus musculus Linnaeus, 1758              | Миша хатня                                              | Allochtone (Introduit),      | Aire de répartition de la Souris grise  | [ 43 ]              | Souris grise           |
| Souris des steppes Mus spicilegus Petényi, 1882       | Миша курганцева                                         | Autochtone                   | Illustration manquante                  | [ 45 ]              | Illustration manquante |
| Rat surmulot Rattus norvegicus (Berkenhout, 1769)     | Пацюк сірий                                             | Allochtone (Introduit)       | Aire de répartition du Rat surmulot     | [ 46 ]              | Rat surmulot           |
| Rat noir Rattus rattus (Linnaeus, 1758)               | Пацюк чорний                                            | Allochtone (Introduit)       | Aire de répartition du Rat noir         | [ 47 ]              | Rat noir               |

### Famille:Spalacidés
| Nom vulgaire, nom binominal et citation d'auteurs        | Nom vulgaire ukrainien (langue officielle de l'Ukraine) | Origine et statut en Ukraine | Aire de répartition                      | Statut UICN mondial | Image                  |
| -------------------------------------------------------- | ------------------------------------------------------- | ---------------------------- | ---------------------------------------- | ------------------- | ---------------------- |
| Spalax d'Ukraine Spalax arenarius Reshetnik, 1939        | Сліпак піщаний                                          | Autochtone (Endémique),      | Illustration manquante                   | [ 48 ]              | Spalax d'Ukraine       |
| Spalax de Bukovine Spalax graecus Nehring, 1898          | Сліпак буковинський                                     | Autochtone                   | Illustration manquante                   | [ 49 ]              | Illustration manquante |
| Spalax occidental Spalax leucodon Nordmann, 1840         | Сліпак понтичний                                        | Autochtone                   | Aire de répartition du Spalax occidental | [ 50 ]              | Spalax occidental      |
| Spalax oriental Spalax microphthalmus Guldenstaedt, 1770 | Сліпак звичайний                                        | Autochtone                   | Illustration manquante                   | [ 51 ]              | Spalax oriental        |
| Spalax zemni (Erxleben, 1777)                            | Сліпак подільський                                      | Autochtone (Endémique)       | Illustration manquante                   | [ 52 ]              | Illustration manquante |

### Famille:Gliridés
| Nom vulgaire, nom binominal et citation d'auteurs   | Nom vulgaire ukrainien (langue officielle de l'Ukraine) | Origine et statut en Ukraine    | Aire de répartition                 | Statut UICN mondial | Image          |
| --------------------------------------------------- | ------------------------------------------------------- | ------------------------------- | ----------------------------------- | ------------------- | -------------- |
| Loir gris Glis glis Linnaeus, 1766                  | Вовчок сірий                                            | Autochtone                      | Aire de répartition du Loir gris    | [ 53 ]              | Loir gris      |
| Lérotin commun Dryomys nitedula (Pallas, 1778)      | Соня лісова                                             | Autochtone                      | Illustration manquante              | [ 54 ]              | Lérotin commun |
| Lérot commun Eliomys quercinus (Linnaeus, 1766)     | Жолудниця європейська                                   | Autochtone (Peut-être disparu), | Aire de répartition du Lérot commun | [ 55 ]              | Lérot commun   |
| Muscardin Muscardinus avellanarius (Linnaeus, 1758) | Ліскулька                                               | Autochtone                      | Aire de répartition du Muscardin    | [ 56 ]              | Muscardin      |

### Famille:Sciuridés
| Nom vulgaire, nom binominal et citation d'auteurs          | Nom vulgaire ukrainien (langue officielle de l'Ukraine) | Origine et statut en Ukraine | Aire de répartition                            | Statut UICN mondial | Image                  |
| ---------------------------------------------------------- | ------------------------------------------------------- | ---------------------------- | ---------------------------------------------- | ------------------- | ---------------------- |
| Polatouche de Sibérie Pteromys volans (Linnaeus, 1758)     | Політуха сибірська                                      | Autochtone (Disparu)         | Aire de répartition du Polatouche de Sibérie   | [ 57 ]              | Polatouche de Sibérie  |
| Écureuil roux Sciurus vulgaris Linnaeus, 1758              | Вивірка звичайна                                        | Autochtone                   | Aire de répartition de l'Écureuil roux         | [ 58 ]              | Écureuil roux          |
| Marmotte des steppes Marmota bobak (Müller, 1776)          | Бабак степовий                                          | Autochtone                   | Aire de répartition de la Marmotte des steppes | [ 59 ]              | Marmotte des steppes   |
| Marmotte des Alpes Marmota marmota (Linnaeus, 1758)        | Бабак альпійський                                       | Autochtone (Disparu)         | Aire de répartition de la Marmotte des Alpes   | [ 60 ]              | Marmotte des Alpes     |
| Souslik d'Europe Spermophilus citellus (Linnaeus, 1766)    | Ховрах європейський                                     | Autochtone,                  | Aire de répartition du Souslik d'Europe        | [ 61 ]              | Souslik d'Europe       |
| Souslik nain Spermophilus pygmaeus (Pallas, 1778)          | Ховрах малий                                            | Autochtone                   | Illustration manquante                         | [ 62 ]              | Souslik nain           |
| Spermophilus superciliosus Kaup, 1839                      | — aucun —                                               | Autochtone (Éteint),         | Illustration manquante                         | (NE)                | Illustration manquante |
| Souslik tacheté Spermophilus suslicus (Güldenstaedt, 1770) | Ховрах крапчастий                                       | Autochtone                   | Illustration manquante                         | [ 63 ]              | Souslik tacheté        |

## Ordre:Érinacéomorphes

### Famille:Érinacéidés
| Nom vulgaire, nom binominal et citation d'auteurs                | Nom vulgaire ukrainien (langue officielle de l'Ukraine) | Origine et statut en Ukraine   | Aire de répartition                         | Statut UICN mondial | Image                |
| ---------------------------------------------------------------- | ------------------------------------------------------- | ------------------------------ | ------------------------------------------- | ------------------- | -------------------- |
| Hérisson oriental Erinaceus concolor Martin, 1838                | Їжак південний                                          | Peut-être autochtone,          | Aire de répartition du Hérisson oriental    | [ 64 ]              | Hérisson oriental    |
| Hérisson des Balkans Erinaceus roumanicus Barrett-Hamilton, 1900 | Їжак білочеревий                                        | Autochtone                     | Aire de répartition du Hérisson des Balkans | [ 65 ]              | Hérisson des Balkans |
| Hérisson oreillard Hemiechinus auritus (Gmelin, 1770)            | Їжачок вухатий                                          | Autochtone (Peut-être disparu) | Aire de répartition du Hérisson oreillard   | [ 66 ]              | Hérisson oreillard   |

## Ordre:Soricomorphes

### Famille:Soricidés
| Nom vulgaire, nom binominal et citation d'auteurs         | Nom vulgaire ukrainien (langue officielle de l'Ukraine) | Origine et statut en Ukraine | Aire de répartition                                    | Statut UICN mondial | Image                  |
| --------------------------------------------------------- | ------------------------------------------------------- | ---------------------------- | ------------------------------------------------------ | ------------------- | ---------------------- |
| Crocidure leucode Crocidura leucodon (Hermann, 1780)      | Білозубка білочерева                                    | Autochtone                   | Aire de répartition de la Crocidure leucode            | [ 67 ]              | Crocidure leucode      |
| Crocidure des jardins Crocidura suaveolens (Pallas, 1811) | Білозубка мала                                          | Autochtone                   | Aire de répartition de la Crocidure des jardins        | [ 68 ]              | Crocidure des jardins  |
| Crossope de Miller Neomys anomalus Cabrera, 1907          | Рясоніжка мала                                          | Autochtone                   | Aire de répartition de la Crossope de Miller           | [ 69 ]              | Crossope de Miller     |
| Crossope aquatique Neomys fodiens (Pennant, 1771)         | Рясоніжка велика                                        | Autochtone                   | Aire de répartition de la Crossope aquatique           | [ 70 ]              | Crossope aquatique     |
| Musaraigne alpine Sorex alpinus Schinz, 1837              | Мідиця альпійська                                       | Autochtone                   | Aire de répartition de la Musaraigne alpine            | [ 71 ]              | Musaraigne alpine      |
| Musaraigne carrelet Sorex araneus Linnaeus, 1758          | Мідиця звичайна                                         | Autochtone,                  | Aire de répartition de la Musaraigne carrelet          | [ 72 ]              | Musaraigne carrelet    |
| Musaraigne masquée Sorex caecutiens Laxmann, 1788         | Мідиця середня                                          | Peut-être autochtone,        | Aire de répartition de la Musaraigne masquée           | [ 73 ]              | Musaraigne masquée     |
| Musaraigne pygmée Sorex minutus Linnaeus, 1766            | Мідиця мала                                             | Autochtone                   | Aire de répartition de la Musaraigne pygmée            | [ 74 ]              | Musaraigne pygmée      |
| Musaraigne de Satunin Sorex satunini Ognev, 1922          | Мідиця кавказька                                        | Autochtone (Disparu)         | Aire de répartition de la Musaraigne de Satunin        | [ 75 ]              | Illustration manquante |
| Musaraigne pygmée du Caucase Sorex volnuchini Ognev, 1922 | Мідиця кавказька                                        | Peut-être autochtone         | Aire de répartition de la Musaraigne pygmée du Caucase | [ 76 ]              | Illustration manquante |

### Famille:Talpidés
| Nom vulgaire, nom binominal et citation d'auteurs    | Nom vulgaire ukrainien (langue officielle de l'Ukraine) | Origine et statut en Ukraine | Aire de répartition                       | Statut UICN mondial | Image              |
| ---------------------------------------------------- | ------------------------------------------------------- | ---------------------------- | ----------------------------------------- | ------------------- | ------------------ |
| Desman de Moscovie Desmana moschata (Linnaeus, 1758) | Хохуля руська                                           | Autochtone                   | Aire de répartition du Desman de Moscovie | [ 77 ]              | Desman de Moscovie |
| Taupe d'Europe Talpa europaea Linnaeus, 1758         | Кріт європейський                                       | Autochtone                   | Aire de répartition de la Taupe d'Europe  | [ 78 ]              | Taupe d'Europe     |

## Ordre:Chiroptères

### Famille:Molossidés
| Nom vulgaire, nom binominal et citation d'auteurs       | Nom vulgaire ukrainien (langue officielle de l'Ukraine) | Origine et statut en Ukraine | Aire de répartition                       | Statut UICN mondial | Image              |
| ------------------------------------------------------- | ------------------------------------------------------- | ---------------------------- | ----------------------------------------- | ------------------- | ------------------ |
| Molosse de Cestoni Tadarida teniotis (Rafinesque, 1814) | Тадарида європейська                                    | Peut-être erratique,         | Aire de répartition du Molosse de Cestoni | [ 80 ]              | Molosse de Cestoni |

### Famille:Rhinolophidés
| Nom vulgaire, nom binominal et citation d'auteurs           | Nom vulgaire ukrainien (langue officielle de l'Ukraine) | Origine et statut en Ukraine | Aire de répartition                     | Statut UICN mondial | Image            |
| ----------------------------------------------------------- | ------------------------------------------------------- | ---------------------------- | --------------------------------------- | ------------------- | ---------------- |
| Grand Rhinolophe Rhinolophus ferrumequinum (Schreber, 1774) | Підковик великий                                        | Autochtone                   | Aire de répartition du Grand Rhinolophe | [ 81 ]              | Grand Rhinolophe |
| Petit Rhinolophe Rhinolophus hipposideros (Bechstein, 1800) | Підковик малий                                          | Autochtone                   | Aire de répartition du Petit Rhinolophe | [ 82 ]              | Petit Rhinolophe |

### Famille:Minioptéridés
| Nom vulgaire, nom binominal et citation d'auteurs              | Nom vulgaire ukrainien (langue officielle de l'Ukraine) | Origine et statut en Ukraine | Aire de répartition                             | Statut UICN mondial | Image                    |
| -------------------------------------------------------------- | ------------------------------------------------------- | ---------------------------- | ----------------------------------------------- | ------------------- | ------------------------ |
| Minioptère de Schreibers Miniopterus schreibersii (Kuhl, 1817) | Довгокрил звичайний                                     | Autochtone (Disparu)         | Aire de répartition du Minioptère de Schreibers | [ 83 ]              | Minioptère de Schreibers |

### Famille:Vespertilionidés
| Nom vulgaire, nom binominal et citation d'auteurs                           | Nom vulgaire ukrainien (langue officielle de l'Ukraine) | Origine et statut en Ukraine | Aire de répartition                                | Statut UICN mondial | Image                       |
| --------------------------------------------------------------------------- | ------------------------------------------------------- | ---------------------------- | -------------------------------------------------- | ------------------- | --------------------------- |
| Murin d'Alcathoé Myotis alcathoe von Helversen & Heller, 2001               | Нічни́ця Алкатоя                                         | Autochtone                   | Aire de répartition du Murin d'Alcathoé            | [ 85 ]              | Murin d'Alcathoé            |
| Murin doré Myotis aurascens Kuzyakin, 1935                                  | Нічни́ця степова                                         | Autochtone                   | Aire de répartition du Murin doré                  | [ 86 ]              | Illustration manquante      |
| Murin de Bechstein Myotis bechsteinii (Kuhl, 1817)                          | Нічниця довговуха                                       | Autochtone                   | Aire de répartition du Murin de Bechstein          | [ 87 ]              | Murin de Bechstein          |
| Petit Murin Myotis blythii (Tomes, 1857)                                    | Нічниця гостровуха                                      | Autochtone,                  | Aire de répartition du Petit Murin                 | [ 88 ]              | Petit Murin                 |
| Murin de Brandt Myotis brandtii (Eversmann, 1845)                           | Нічниця Брандта                                         | Autochtone                   | Aire de répartition du Murin de Brandt             | [ 89 ]              | Murin de Brandt             |
| Murin des marais Myotis dasycneme (Boie, 1825)                              | Нічниця ставкова                                        | Autochtone                   | Aire de répartition du Murin des marais            | [ 90 ]              | Murin des marais            |
| Murin de Daubenton Myotis daubentonii (Kuhl, 1817)                          | Нічниця водяна                                          | Autochtone                   | Aire de répartition du Murin de Daubenton          | [ 91 ]              | Murin de Daubenton          |
| Murin à oreilles échancrées Myotis emarginatus (É. Geoffroy, 1806)          | Нічниця триколірна                                      | Autochtone                   | Aire de répartition du Murin à oreilles échancrées | [ 92 ]              | Murin à oreilles échancrées |
| Grand Murin Myotis myotis (Borkhausen, 1797)                                | Нічниця велика                                          | Autochtone                   | Aire de répartition du Grand Murin                 | [ 93 ]              | Grand Murin                 |
| Murin à moustaches Myotis mystacinus (Kuhl, 1817)                           | Нічниця вусата                                          | Autochtone                   | Aire de répartition du Murin à moustaches          | [ 94 ]              | Murin à moustaches          |
| Murin de Natterer Myotis nattereri (Kuhl, 1817)                             | Нічниця війчаста                                        | Autochtone                   | Aire de répartition du Murin de Natterer           | [ 95 ]              | Murin de Natterer           |
| Sérotine de Nilsson Eptesicus nilssonii (Keyserling & Blasius, 1839)        | Пергач північний                                        | Autochtone                   | Aire de répartition de la Sérotine de Nilsson      | [ 96 ]              | Sérotine de Nilsson         |
| Sérotine commune Eptesicus serotinus (Schreber, 1774)                       | Пергач пізній                                           | Autochtone                   | Aire de répartition de la Sérotine commune         | [ 97 ]              | Sérotine commune            |
| Grande Noctule Nyctalus lasiopterus (Schreber, 1780)                        | Вечірниця велетенська                                   | Autochtone                   | Aire de répartition de la Grande Noctule           | [ 98 ]              | Grande Noctule              |
| Noctule de Leisler Nyctalus leisleri (Kuhl, 1817)                           | Вечірниця мала                                          | Autochtone                   | Aire de répartition de la Noctule de Leisler       | [ 99 ]              | Noctule de Leisler          |
| Noctule commune Nyctalus noctula (Schreber, 1774)                           | Вечірниця дозірна                                       | Autochtone                   | Aire de répartition de la Noctule commune          | [ 100 ]             | Noctule commune             |
| Pipistrelle de Kuhl Pipistrellus kuhlii (Kuhl, 1817)                        | Нетопир білосмугий                                      | Allochtone                   | Aire de répartition de la Pipistrelle de Kuhl      | [ 101 ]             | Pipistrelle de Kuhl         |
| Pipistrelle de Nathusius Pipistrellus nathusii (Keyserling & Blasius, 1839) | Нетопир лісовий                                         | Autochtone                   | Aire de répartition de la Pipistrelle de Nathusius | [ 102 ]             | Pipistrelle de Nathusius    |
| Pipistrelle commune Pipistrellus pipistrellus (Schreber, 1774)              | Нетопир карлик                                          | Autochtone                   | Aire de répartition de la Pipistrelle commune      | [ 103 ]             | Pipistrelle commune         |
| Pipistrelle pygmée Pipistrellus pygmaeus (Leach, 1825)                      | Нетопир пігмей                                          | Peut-être allochtone,        | Aire de répartition de la Pipistrelle pygmée       | [ 104 ]             | Pipistrelle pygmée          |
| Barbastelle d'Europe Barbastella barbastellus (Schreber, 1774)              | Широковух звичайний                                     | Autochtone                   | Aire de répartition de la Barbastelle d'Europe     | [ 105 ]             | Barbastelle d'Europe        |
| Oreillard roux Plecotus auritus (Linnaeus, 1758)                            | Вухань звичайний                                        | Autochtone                   | Aire de répartition de l'Oreillard roux            | [ 106 ]             | Oreillard roux              |
| Oreillard gris Plecotus austriacus (J. Fischer, 1829)                       | Вухань австрійський                                     | Allochtone                   | Aire de répartition de l'Oreillard gris            | [ 107 ]             | Oreillard gris              |
| Vespère de Savi Hypsugo savii (Bonaparte, 1837)                             | Нетопир Саві                                            | Autochtone                   | Aire de répartition de la Vespère de Savi          | [ 108 ]             | Vespère de Savi             |
| Sérotine bicolore Vespertilio murinus Linnaeus, 1758                        | Лилик двоколірний                                       | Autochtone                   | Aire de répartition de la Sérotine bicolore        | [ 109 ]             | Sérotine bicolore           |

## Ordre:Cétacés

### Famille:Balænoptéridés
| Nom vulgaire, nom binominal et citation d'auteurs          | Nom vulgaire ukrainien (langue officielle de l'Ukraine) | Origine et statut en Ukraine | Aire de répartition                        | Statut UICN mondial | Image            |
| ---------------------------------------------------------- | ------------------------------------------------------- | ---------------------------- | ------------------------------------------ | ------------------- | ---------------- |
| Baleine de Minke Balaenoptera acutorostrata Lacépède, 1804 | Смугач малий                                            | Peut-être erratique          | Aire de répartition de la Baleine de Minke | [ 110 ]             | Baleine de Minke |

### Famille:Delphinidés
| Nom vulgaire, nom binominal et citation d'auteurs       | Nom vulgaire ukrainien (langue officielle de l'Ukraine) | Origine et statut en Ukraine | Aire de répartition                         | Statut UICN mondial | Image                |
| ------------------------------------------------------- | ------------------------------------------------------- | ---------------------------- | ------------------------------------------- | ------------------- | -------------------- |
| Dauphin commun Delphinus delphis Linnaeus, 1758         | Дельфін білобокий                                       | Autochtone                   | Aire de répartition du Dauphin commun       | [ 111 ]             | Dauphin commun       |
| Grand Dauphin commun Tursiops truncatus (Montagu, 1821) | Афаліна звичайна                                        | Autochtone                   | Aire de répartition du Grand Dauphin commun | [ 112 ]             | Grand Dauphin commun |

### Famille:Phocœnidés
| Nom vulgaire, nom binominal et citation d'auteurs  | Nom vulgaire ukrainien (langue officielle de l'Ukraine) | Origine et statut en Ukraine | Aire de répartition                    | Statut UICN mondial | Image           |
| -------------------------------------------------- | ------------------------------------------------------- | ---------------------------- | -------------------------------------- | ------------------- | --------------- |
| Marsouin commun Phocoena phocoena (Linnaeus, 1758) | Фоцена звичайна                                         | Autochtone                   | Aire de répartition du Marsouin commun | [ 113 ]             | Marsouin commun |

## Ordre:Artiodactyles

### Famille:Bovidés
| Nom vulgaire, nom binominal et citation d'auteurs | Nom vulgaire ukrainien (langue officielle de l'Ukraine) | Origine et statut en Ukraine        | Aire de répartition                          | Statut UICN mondial | Image                 |
| ------------------------------------------------- | ------------------------------------------------------- | ----------------------------------- | -------------------------------------------- | ------------------- | --------------------- |
| Antilope saïga Saiga tatarica (Linnaeus, 1766)    | Сайгак                                                  | Autochtone (Disparu)                | Aire de répartition de l'Antilope saïga      | [ 114 ]             | Antilope saïga        |
| Bison d'Europe Bison bonasus (Linnaeus, 1758)     | Зубр                                                    | Autochtone (Réintroduit),           | Aire de répartition du Bison d'Europe        | [ 115 ]             | Bison d'Europe        |
| Taurin Bos taurus Linnaeus, 1758                  | Корова                                                  | Autochtone (Peut-être réintroduit), | Aire de répartition du Taurin                | (NE)                |                       |
| Chèvre égagre Capra hircus Linnaeus, 1758         | Козел свійський                                         | Allochtone (Introduit)              | Aire de répartition de la Chèvre égagre      | [ 116 ]             | Chèvre égagre         |
| Mouflon méditerranéen Ovis aries Linnaeus, 1758   | Муфлон                                                  | Allochtone (Introduit)              | Aire de répartition du Mouflon méditerranéen | [ 117 ]             | Mouflon méditerranéen |
| Chamois Rupicapra rupicapra (Linnaeus, 1758)      | Козиця звичайна                                         | Autochtone (Disparu)                | Aire de répartition du Chamois               | [ 118 ]             | Chamois               |

### Famille:Cervidés
| Nom vulgaire, nom binominal et citation d'auteurs       | Nom vulgaire ukrainien (langue officielle de l'Ukraine) | Origine et statut en Ukraine          | Aire de répartition                         | Statut UICN mondial | Image                |
| ------------------------------------------------------- | ------------------------------------------------------- | ------------------------------------- | ------------------------------------------- | ------------------- | -------------------- |
| Élan Alces alces (Linnaeus, 1758)                       | Лось звичайний                                          | Autochtone                            | Aire de répartition de l'Élan               | [ 119 ]             | Élan                 |
| Chevreuil européen Capreolus capreolus (Linnaeus, 1758) | Сарна європейська                                       | Autochtone                            | Aire de répartition du Chevreuil européen   | [ 120 ]             | Chevreuil européen   |
| Chevreuil de Sibérie Capreolus pygargus Pallas, 1771    | Сарна азійська                                          | Allochtone (Peut-être non acclimaté), | Aire de répartition du Chevreuil de Sibérie | [ 122 ]             | Chevreuil de Sibérie |
| Cerf axis Axis axis (Erxleben, 1777)                    | Аксис                                                   | Allochtone (Introduit)                | Aire de répartition du Cerf axis            | [ 123 ]             | Cerf axis            |
| Cerf élaphe Cervus elaphus Linnaeus, 1758               | Олень благородний                                       | Autochtone                            | Aire de répartition du Cerf élaphe          | [ 124 ]             | Cerf élaphe          |
| Cerf sika Cervus nippon Temminck, 1838                  | Олень японський                                         | Allochtone (Introduit)                | Illustration manquante                      | [ 125 ]             | Cerf sika            |
| Daim européen Dama dama (Linnaeus, 1758)                | Лань                                                    | Allochtone (Introduit)                | Aire de répartition du Daim européen        | [ 126 ]             | Daim européen        |

### Famille:Suidés
| Nom vulgaire, nom binominal et citation d'auteurs | Nom vulgaire ukrainien (langue officielle de l'Ukraine) | Origine et statut en Ukraine | Aire de répartition                       | Statut UICN mondial | Image              |
| ------------------------------------------------- | ------------------------------------------------------- | ---------------------------- | ----------------------------------------- | ------------------- | ------------------ |
| Sanglier d'Eurasie Sus scrofa Linnaeus, 1758      | Свиня дика                                              | Autochtone                   | Aire de répartition du Sanglier d'Eurasie | [ 127 ]             | Sanglier d'Eurasie |

## Ordre:Périssodactyles

### Famille:Équidés
| Nom vulgaire, nom binominal et citation d'auteurs | Nom vulgaire ukrainien (langue officielle de l'Ukraine) | Origine et statut en Ukraine        | Aire de répartition              | Statut UICN mondial | Image     |
| ------------------------------------------------- | ------------------------------------------------------- | ----------------------------------- | -------------------------------- | ------------------- | --------- |
| Hémione Equus hemionus Pallas, 1775               | Кулан                                                   | Autochtone (Disparu)                | Aire de répartition de l'Hémione | [ 128 ]             | Hémione   |
| Hydrontin Equus hydruntinus Regàlia, 1904         | — aucun —                                               | Autochtone (Éteint)                 | Illustration manquante           | (NE)                | Hydrontin |
| Cheval Equus caballus Linnaeus, 1758              | Кінь                                                    | Autochtone (Peut-être réintroduit), | Aire de répartition du Cheval    | [ 130 ]             | Cheval    |

## Ordre:Carnivores

### Famille:Canidés
| Nom vulgaire, nom binominal et citation d'auteurs    | Nom vulgaire ukrainien (langue officielle de l'Ukraine) | Origine et statut en Ukraine   | Aire de répartition                   | Statut UICN mondial | Image          |
| ---------------------------------------------------- | ------------------------------------------------------- | ------------------------------ | ------------------------------------- | ------------------- | -------------- |
| Chacal doré Canis aureus Linnaeus, 1758              | Шакал звичайний                                         | Allochtone ou autochtone       | Aire de répartition du Chacal doré    | [ 132 ]             |                |
| Loup gris Canis lupus Linnaeus, 1758                 | Вовк                                                    | Autochtone                     | Aire de répartition du Loup gris      | [ 133 ]             | Loup gris      |
| Chien viverrin Nyctereutes procyonoides (Gray, 1834) | Єнот уссурійський                                       | Allochtone (Introduit)         | Aire de répartition du Chien viverrin | [ 134 ]             | Chien viverrin |
| Renard corsac Vulpes corsac (Linnaeus, 1768)         | Лис корсак                                              | Autochtone (Peut-être disparu) | Aire de répartition du Renard corsac  | [ 135 ]             | Renard corsac  |
| Renard roux Vulpes vulpes (Linnaeus, 1758)           | Лисиця звичайна                                         | Autochtone                     | Aire de répartition du Renard roux    | [ 136 ]             | Renard roux    |

### Famille:Ursidés
| Nom vulgaire, nom binominal et citation d'auteurs | Nom vulgaire ukrainien (langue officielle de l'Ukraine) | Origine et statut en Ukraine | Aire de répartition                | Statut UICN mondial | Image     |
| ------------------------------------------------- | ------------------------------------------------------- | ---------------------------- | ---------------------------------- | ------------------- | --------- |
| Ours brun Ursus arctos Linnaeus, 1758             | Ведмідь бурий                                           | Autochtone                   | Aire de répartition de l'Ours brun | [ 137 ]             | Ours brun |

### Famille:Mustélidés
| Nom vulgaire, nom binominal et citation d'auteurs   | Nom vulgaire ukrainien (langue officielle de l'Ukraine) | Origine et statut en Ukraine | Aire de répartition                        | Statut UICN mondial | Image              |
| --------------------------------------------------- | ------------------------------------------------------- | ---------------------------- | ------------------------------------------ | ------------------- | ------------------ |
| Loutre d'Europe Lutra lutra (Linnaeus, 1758)        | Видра річкова                                           | Autochtone                   | Aire de répartition de la Loutre d'Europe  | [ 138 ]             | Loutre d'Europe    |
| Glouton Gulo gulo (Linnaeus, 1758)                  | Росомаха                                                | Autochtone (Disparu)         | Aire de répartition du Glouton             | [ 139 ]             | Glouton            |
| Fouine Martes foina (Erxleben, 1777)                | Куниця кам'яна                                          | Autochtone                   | Aire de répartition de la Fouine           | [ 140 ]             | Fouine             |
| Martre des pins Martes martes (Linnaeus, 1758)      | Куниця лісова                                           | Autochtone                   | Aire de répartition de la Martre des pins  | [ 141 ]             | Martre des pins    |
| Blaireau européen Meles meles (Linnaeus, 1758)      | Борсук європейський                                     | Autochtone                   | Aire de répartition du Blaireau européen   | [ 142 ]             | Blaireau européen  |
| Hermine Mustela erminea Linnaeus, 1758              | Горностай                                               | Autochtone                   | Aire de répartition de l'Hermine           | [ 143 ]             | Hermine            |
| Putois des steppes Mustela eversmanii Lesson, 1827  | Тхір степовий                                           | Allochtone                   | Aire de répartition du Putois des steppes  | [ 144 ]             | Putois des steppes |
| Vison d'Europe Mustela lutreola (Linnaeus, 1761)    | Норка європейська                                       | Autochtone                   | Aire de répartition du Vison d'Europe      | [ 145 ]             | Vison d'Europe     |
| Belette d'Europe Mustela nivalis Linnaeus, 1766     | Ласиця мала                                             | Autochtone                   | Aire de répartition de la Belette d'Europe | [ 146 ]             | Belette d'Europe   |
| Putois d'Europe Mustela putorius Linnaeus, 1758     | Тхір лісовий                                            | Autochtone                   | Aire de répartition du Putois d'Europe     | [ 147 ]             | Putois d'Europe    |
| Vison d'Amérique Neovison vison (Schreber, 1777)    | Візон річковий                                          | Allochtone (Introduit)       | Aire de répartition du Vison d'Amérique    | [ 148 ]             | Vison d'Amérique   |
| Putois marbré Vormela peregusna (Güldenstädt, 1770) | Перегузня звичайна                                      | Autochtone                   | Aire de répartition du Putois marbré       | [ 149 ]             | Putois marbré      |

### Famille:Procyonidés
| Nom vulgaire, nom binominal et citation d'auteurs | Nom vulgaire ukrainien (langue officielle de l'Ukraine) | Origine et statut en Ukraine         | Aire de répartition                 | Statut UICN mondial | Image        |
| ------------------------------------------------- | ------------------------------------------------------- | ------------------------------------ | ----------------------------------- | ------------------- | ------------ |
| Raton laveur Procyon lotor (Linnaeus, 1758)       | Ракун звичайний                                         | Allochtone (Peut-être non acclimaté) | Aire de répartition du Raton laveur | [ 150 ]             | Raton laveur |

### Famille:Phocidés
| Nom vulgaire, nom binominal et citation d'auteurs              | Nom vulgaire ukrainien (langue officielle de l'Ukraine) | Origine et statut en Ukraine | Aire de répartition                                 | Statut UICN mondial | Image                        |
| -------------------------------------------------------------- | ------------------------------------------------------- | ---------------------------- | --------------------------------------------------- | ------------------- | ---------------------------- |
| Phoque moine de Méditerranée Monachus monachus (Hermann, 1779) | Тюлень-монах звичайний                                  | Autochtone (Disparu),        | Aire de répartition du Phoque moine de Méditerranée | [ 152 ]             | Phoque moine de Méditerranée |

### Famille:Félidés
| Nom vulgaire, nom binominal et citation d'auteurs | Nom vulgaire ukrainien (langue officielle de l'Ukraine) | Origine et statut en Ukraine | Aire de répartition                 | Statut UICN mondial | Image        |
| ------------------------------------------------- | ------------------------------------------------------- | ---------------------------- | ----------------------------------- | ------------------- | ------------ |
| Chat sauvage Felis silvestris Schreber, 1777      | Кіт лісовий                                             | Autochtone                   | Aire de répartition du Chat sauvage | [ 153 ]             | Chat sauvage |
| Lynx boréal Lynx lynx (Linnaeus, 1758)            | Рись євразійська                                        | Autochtone                   | Aire de répartition du Lynx boréal  | [ 154 ]             | Lynx boréal  |
| Lion Panthera leo (Linnaeus, 1758)                | Лев                                                     | Autochtone (Disparu)         | Aire de répartition du Lion         | [ 156 ]             | Lion         |
| Léopard Panthera pardus (Linnaeus, 1758)          | Пантера плямиста                                        | Autochtone (Disparu)         | Aire de répartition du Léopard      | [ 157 ]             | Léopard      |
| Tigre Panthera tigris (Linnaeus, 1758)            | Тигр                                                    | Autochtone (Disparu)         | Aire de répartition du Tigre        | [ 159 ]             | Tigre        |